# マリオ・エルナンデス・フェルナンデス
マリオ・エルナンデス・フェルナンデス（Mario Hernández Fernández、1999年1月25日 - ）は、スペイン・マドリード出身のサッカー選手。レアル・オビエド所属。ポジションはDF。

## クラブ経歴
マドリードに生まれ、アトレティコ・マドリードのカンテラを経て、2016年にラージョ・バジェカーノのU-19チームへ加入した。2017-18シーズン開幕前にBチームへと昇格したが、レギュラーに定着できず、2018-19シーズンはレクレアティーボ・ウェルバとUDメリリャへ、翌シーズンはSSレジェスへとレンタルされた。
レンタルバック後の2020年9月13日、RCDマヨルカとのリーグ戦にてトップチームデビューを果たした。
2023年8月2日、セグンダ・ディビシオンに所属していたレアル・オビエドへ移籍し、1年契約を交わした。